# Sklárna v Bedřichově
Sklárna v Bedřichově v Jizerských horách byla jednou z historických sklářských hutí na severu Čech. S jejím provozem byl po dobu dvou století spjat rozvoj Bedřichova, horské obce v okrese Jablonec nad Nisou v Libereckém kraji. Pozůstatky sklárny jsou evidovány jako cenná archeologická lokalita a jsou zapsány v Ústředním seznamu nemovitých kulturních památek České republiky.

## Historie
Podle dobových dokumentů jistý Petr (či Pether) Wanderer, též zmiňovaný zkráceně jako Petr Wander, v roce 1598 podal k majiteli libereckého panství Melchiorovi z Redernu žádost, aby mu bylo povoleno založit osadu „na jistém místě v horách panství libereckého, aby tam průsvitné tabule vyráběti mohl“. Majitel panství žádosti vyhověl a sklářský mistr Petr Wanderer mohl založit nedaleko pramenů Bílé Nisy svou sklářskou huť. Kolem huti brzy vznikla nová vesnice Friedrichswald (Bedřichov), pojmenovaná pravděpodobně po některém z příslušníků rodu pánů z Redernu - buď po Melchiorově otci Friedrichovi I. z Redernu, nebo po Melchiorově bratrovi Friedrichovi II. z Redernu.
První písemná zmínka o existenci vesnice je z roku 1602. Tímto dokumentem je kupní smlouva mezi Petrem Wandererem a hraběnkou Kateřinou z Redernu, rozenou Šlikovou, vdovou po Melchiorovi z Redernu, který zemřel na následky morové nákazy v roce 1599. Na základě uvedené smlouvy Kateřina z Redernu jménem svým i svého nezletilého syna Krištofa prodala skelnou huť v Bedřichově spolu s lesními a dalšími pozemky v okolí sklářskému mistru Petru Wandererovi. Zároveň na základě této smlouvy Petr Wanderer a jeho dědicové získali povolení těžit dřevo v lesích frýdlantského a libereckého panství a pálit z něj potaš pro výrobu skla. Smlouva obsahovala i další výhody pro kupující, jako právo rybolovu v Nise, Kamenici a dalších místních říčkách, právo vařit pivo, postavit v Bedřichově mlýn a pilu či osvobození od robotních povinností pro dělníky, pracující ve sklářské huti.

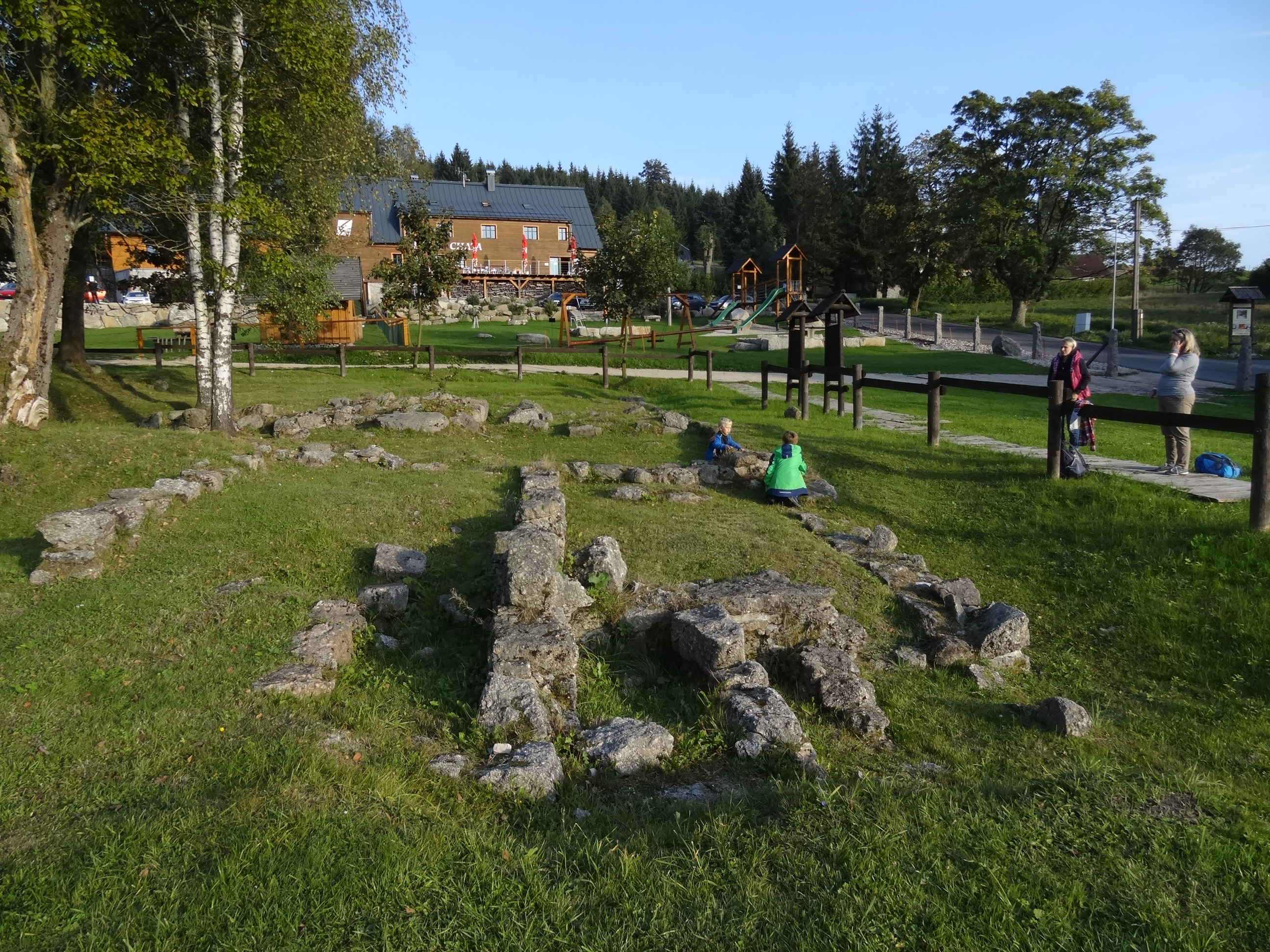
Základy staveb na louce u Lesní chaty v centru Bedřichova

Petr Wanderer, který vykonával v Bedřichově 15 let úřad rychtáře, v roce 1618 prodal huť svému synovi Jiřímu Wandererovi. Ten ji o dva roky později prodal Janu (Hansi) Hänischovi. Sklářské rodině Hänischů patřila huť do roku 1706, kdy ji převzal Eliáš Lehman, který se oženil s vdovou po předchozím majiteli. V roce 1711 huť zcela vyhořela, byla však na stejném místě vybudována znovu. V roce 1752 sklárnu koupil Jan Josef Kittel, syn stejnojmenného sklářského mistra z Falknova u České Kamenice. Jan Josef Kittel se nejen úspěšně postaral o provoz bedřichovské sklárny, ale navíc nedaleko odtud na pozemcích libereckého panství vybudoval v letech 1756–1757 další sklárnu, zvanou Nová louka. V roce 1769 získal bedřichovskou sklárnu a posléze i Novou louku Leopold Jan Riedel z Antonínova u Josefova Dolu pro svého bratra Františka Antonína Riedla. Po něm se tu střídali další majitelé. Možnosti těžby dřeva se stále více omezovaly, od roku 1795 výroba skla silně upadala a na počátku 19. století, konkrétně v roce 1807, bedřichovská sklárna zcela zanikla. Kromě této sklárny, jejíž pozůstatky jsou chráněny jako kulturní památka, byly na území obce Bedřichov ještě sklárny Nová louka a Kristiánov. Podle některých zmínek zde nejspíš existovala ještě čtvrtá sklářská huť, a to přímo v Bedřichově, která ale pravděpodobně zanikla již v době třicetileté války.

## Popis
Podle popisu, zaznamenaného v kupní smlouvě z roku 1689, se areál sklárny skládal z vlastních sklářských provozů, dále z mlýna, stoupy a obytného domu sklářského mistra. Do 21. století se z původní sklárny dochovaly pouze relikty základového zdiva, přesto se jedná o velmi cennou archeologickou lokalitu, která – jak se uvádí v dokumentaci Památkového katalogu NPÚ – nemá z hlediska terénní prezentace v Evropě obdoby.
Nejlépe patrným objektem sklářské hutní haly jsou pozůstatky tavicí pece s navazující chladicí částí. Zachovalo se topeniště, kamenný kanál a zbytky kamenných základů pracovního pódia sklářských dělníků. V jiných částech někdejší hutní haly jsou patrné relikty dalších kruhových a pomocných pecí. Tyto části historického sklářského provozu byly odhaleny a probádány během archeologického výzkumu, který se na této lokalitě uskutečnil v 70. letech 20. století. Kromě základů jednotlivých staveb byly nalezeny i různé sklářské polotovary, nářadí a další předměty, jak například kovové přezky nebo mince, které zde zanechali bedřichovští skláři.